# Angelique Kerber
Angelique „Angie“ Kerber ([ˈand͡ʒəliːk ˈkɛʁbɐ]; * 18. Januar 1988 in Bremen) ist eine ehemalige deutsche Tennisspielerin. Ihre größten Erfolge als Einzelspielerin waren die Siege bei den Australian Open und den US Open 2016 sowie in Wimbledon 2018. Zudem gewann sie bei den Olympischen Spielen 2016 die Silbermedaille. Nach dem Sieg bei den US Open wurde Kerber am 12. September 2016 als erste Deutsche nach Steffi Graf die Nr. 1 der Weltrangliste. Nach den Olympischen Spielen 2024 beendete sie ihre Karriere.

## Leben
Als Angelique Kerber acht Monate alt war, zog die Familie nach Kiel. Seit ihrem dritten Lebensjahr spielt Kerber Tennis und nahm als Jugendliche auch an Schwimmwettkämpfen teil. Nach ihrem Realschulabschluss entschied sie sich für eine Karriere als Tennisprofi. Ihre Managerin ist ihre Mutter Beata, trainiert wurde sie zunächst von ihrem Vater Sławek.
Als ihr „zweites Zuhause“ bezeichnet sie Puszczykowo an der Warthe in Polen. Auch ihren ersten Wohnsitz verlegte sie Ende 2012 von Kiel nach Puszczykowo, wo sie regelmäßig im Tennis Centre Angie ihres Großvaters Janusz Rzeźnik trainiert. Neben der deutschen Staatsbürgerschaft besitzt Kerber aufgrund des in Polen geltenden Abstammungsprinzips auch die polnische Staatsbürgerschaft. Dass Kerber auf eine frühere Anfrage des polnischen Verbandes, ob sie nicht doch für Polen spielen wolle, nicht einging, wurde von der polnischen Presse kritisiert. Kerber sagte dazu: „Es gab mal eine Anfrage vom polnischen Verband, und weil ich mich nicht sofort entschieden hatte, bin ich da in der Presse ziemlich verrissen worden. Aber ich hätte wohl ohnehin für Deutschland gespielt, ich fühle mich als Deutsche.“ Sie spricht Deutsch, Polnisch und Englisch.
Kerber führt den Tennisschläger mit der linken Hand, obwohl sie Rechtshänderin ist. Sie führt dies darauf zurück, dass ihre Trainer ihr beim Training seit Kindestagen gegenüberstanden und sie deren Schlägerhaltung intuitiv gespiegelt habe.
In der 2017 erschienenen Liste der bestverdienenden Athletinnen der Welt des Magazins Forbes belegte Kerber mit 12,6 Mio. US-Dollar Rang zwei hinter Serena Williams mit über 27 Mio. US-Dollar. Im selben Jahr wurde sie zur UNICEF-Botschafterin ernannt.
Kerbers Partner ist der Unternehmer und Fitness-Ökonom Franco Bianco. Am 24. August 2022 wurde ihre Schwangerschaft bekannt, am 25. Februar 2023 brachte Kerber eine Tochter zur Welt. Im Juni 2025 bekam Kerber ihr zweites Kind, einen Sohn.

## Karriere

### 2001–2006
Bereits 2001 gewann Kerber einen deutschen Meistertitel im Jugendbereich und wurde in der Jugend-Weltrangliste geführt, außerdem gewann sie die polnische U14-Meisterschaft. 2002 wurde sie Deutsche Meisterin, Vizeeuropameisterin und in den Förderkader des DTB aufgenommen. Mit 15 Jahren gewann sie 2003 die Deutsche Hallenmeisterschaft der U18-Juniorinnen, die sie ein Jahr später verteidigte. Sie wurde zum ersten Mal in der Weltrangliste geführt und beendete das Jahr unter den Top 500. Bei den Mannschafts-Weltmeisterschaften belegte sie mit der deutschen U16-Nationalmannschaft den 5. Platz. Beim Juniorinneneinzel der Australian Open erreichte sie die zweite Runde, bei den French Open und in Wimbledon die erste. Mit Marion Bartoli (Rang 61) besiegte sie zum ersten Mal eine Top-100-Spielerin. Bei den Australian Open 2004 erreichte Kerber im Juniorinneneinzel das Viertelfinale. Im Sommer 2004 wechselte sie vom MTSV Olympia Neumünster zum TC Alsterquelle aus Henstedt-Ulzburg in die 2. Tennis-Bundesliga, wo sie zwei Jahre spielte. Dort traf sie auch Torben Beltz, der im September ihr Trainer wurde. Nachdem sie Anfang des Jahres das Finale des ITF-Turniers in Warschau gegen Marta Domachowska verloren hatte, gewann sie im November ihr erstes ITF-Turnier in Opole in Polen und stand auf Rang 15 der deutschen Damenrangliste. Bei den French Open erreichte sie in diesem Jahr die erste Runde und in Wimbledon die zweite. Im Juniorinneneinzel der Australian Open 2005 schied sie erneut in der ersten Runde aus. Im Mai 2005 verlor sie das Finale im ITF-Turnier von Monzón gegen Olena Antypina. Nach einer Leistungspause im Frühjahr und Sommer 2006 gewann sie im Oktober zwei weitere ITF-Turniere, bereits im Februar hatte sie im kanadischen Saguenay gewonnen. Auch schaffte sie erstmals den Einzug ins Hauptfeld eines WTA-Turniers.

### 2007–2011

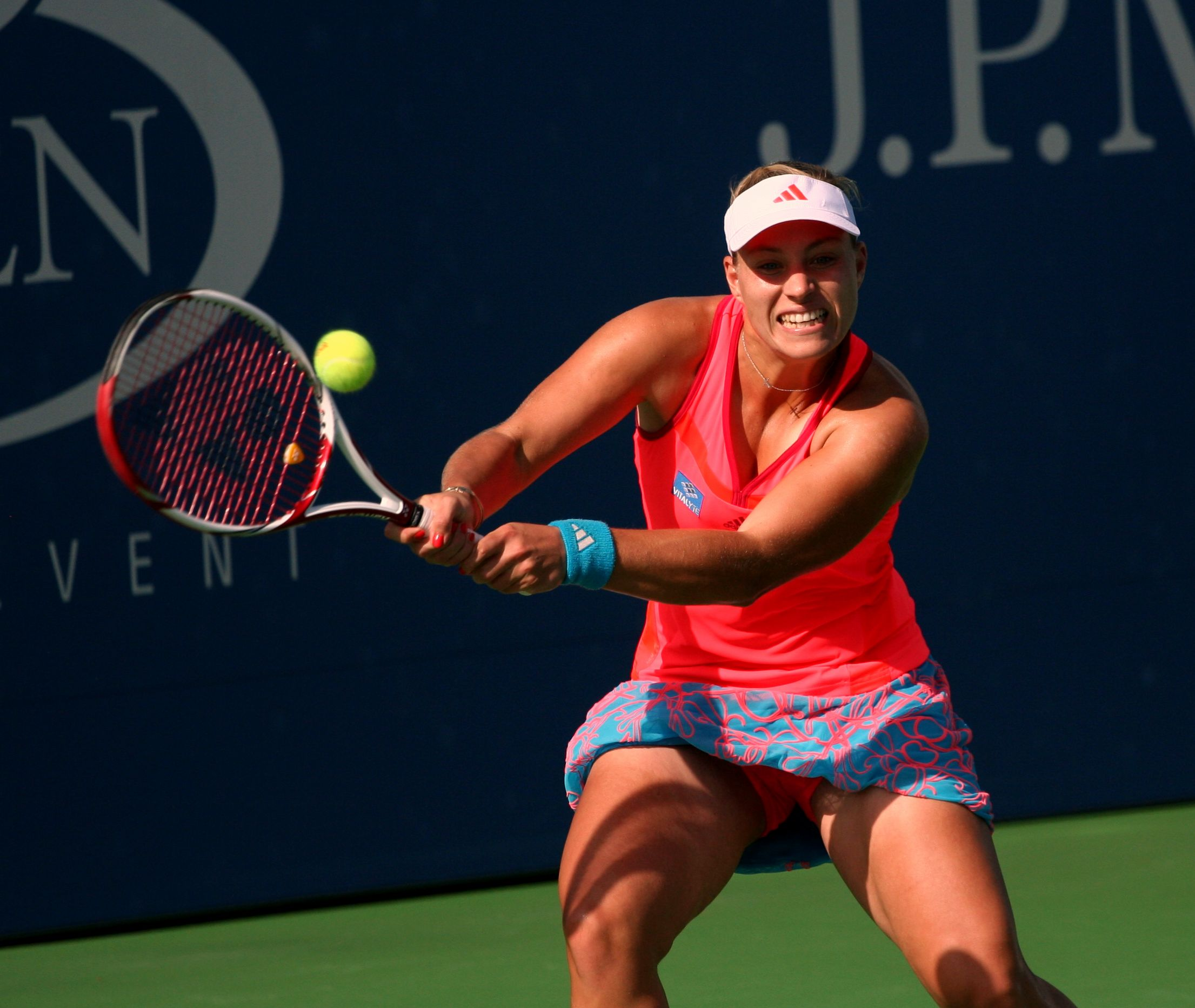
Kerber bei den US Open 2011

Kerber stand 2007 bei den French Open erstmals im Hauptfeld eines Grand-Slam-Turniers, unterlag aber gleich in Runde eins Jelena Dementjewa. Beim Rasenturnier in Birmingham stieß sie bis ins Achtelfinale vor, wo sie Marion Bartoli unterlag. Beim Rasenturnier in ’s-Hertogenbosch erreichte sie das Viertelfinale, wo sie von der Top-Ten-Spielerin Anna Tschakwetadse gestoppt wurde. In der Weltrangliste kletterte Kerber auf Rang 67. In Wimbledon scheiterte sie in Runde eins erneut an Tschakwetadse, bei den US Open dann an Serena Williams.
2008 erreichte sie die dritte Runde von Indian Wells, verlor dort aber erneut gegen Bartoli. Vorübergehend verabschiedete sie sich aus den Top 100. Gegen Jahresende gewann sie die ITF-Turniere in Madrid und in Saint-Raphaël.
Bei den Australian Open verlor sie 2009 in Runde eins gegen Venus Williams. Im Juli gelang ihr der elfte Titelgewinn bei einem ITF-Turnier (Pozoblanco). Bei den US Open unterlag sie in Runde zwei María José Martínez Sánchez.
2010 unterlag sie bei den Australian Open in der dritten Runde Swetlana Kusnezowa, verlor das WTA-Finale von Bogotá gegen Duque Mariño und musste sich in Birmingham in Runde drei der späteren Siegerin Li Na geschlagen geben. In Wimbledon kam das Aus in der dritten Runde gegen Jarmila Gajdošová.
2011 erreichte Kerber als Ungesetzte (zu diesem Zeitpunkt stand sie auf Weltranglistenplatz 92) und nach 15 Jahren als erste Deutsche wieder das Halbfinale der US Open, der bis dahin größte sportliche Erfolg ihrer Karriere. Sie verlor dort in drei Sätzen gegen die an Nummer neun gesetzte spätere Turniersiegerin Samantha Stosur. Zuvor erreichte sie bereits das Halbfinale in Dallas (Dreisatzniederlage gegen Aravane Rezaï), im Oktober stand sie in Ōsaka ein weiteres Mal im Semifinale (1:6, 6:75 gegen Bartoli).

### 2012
Auch in Auckland und in Hobart erreichte Kerber jeweils das Halbfinale, sie verlor gegen Flavia Pennetta (1:6, 2:6) bzw. Landsfrau Mona Barthel (0:6, 6:7). Bei den Australian Open unterlag sie in der dritten Runde Marija Scharapowa deutlich mit 1:6, 2:6. In Stuttgart gegen Tschechien gewann sie ihr Fed-Cup-Einzel gegen Lucie Hradecká souverän mit 6:4, 6:4. Anfang Februar gelang ihr schließlich bei den Open GDF Suez in Paris der erste Titelgewinn auf der WTA Tour. Im Endspiel bezwang sie Marion Bartoli mit 7:6, 5:7, 6:3, nachdem sie im Viertelfinale bereits Scharapowa mit 6:4, 6:4 besiegt hatte. In Indian Wells lag sie in ihrem Zweitrundenmatch gegen Sloane Stephens haushoch mit 2:6, 1:5 und 15:40 zurück, gewann aber dennoch in drei Sätzen; im Achtelfinale musste sie beim 6:3, 3:6, 7:64 gegen die aufstrebende US-Amerikanerin Christina McHale drei Matchbälle abwehren. Nach einem glatten Sieg über die Weltranglistensiebte Li Na (6:4, 6:2) ging es dann gegen die Nummer eins der Welt – Kerber verlor das Halbfinale gegen Wiktoryja Asaranka mit 4:6 und 3:6. Im März erreichte sie mit Rang 14 der Weltrangliste eine neue persönliche Bestmarke.
Beim Hartplatzturnier in Kopenhagen gelang ihr im April der zweite WTA-Turniersieg. Das Endspiel gegen Caroline Wozniacki, der sie im Vorjahr im Achtelfinale noch unterlegen war, gewann sie in zwei glatten Sätzen. Seit dem 14. Mai 2012 ist Kerber (unter anderem nach glatten Siegen erneut über Wozniacki in Stuttgart und über Venus Williams in Madrid) die in der WTA-Weltrangliste am besten platzierte deutsche Tennisspielerin. Nach ihrem Halbfinaleinzug in Rom – auf dem Weg dahin besiegte sie auch Petra Kvitová – und der anschließenden Niederlage gegen Scharapowa stieß sie (offiziell am 21. Mai 2012) als siebte deutsche Tennisspielerin in die Top Ten vor. Nach ihrem Erfolg bei den French Open, wo sie erstmals ins Viertelfinale kam, erreichte sie bereits Platz 8 der Weltrangliste. Im Juni unterlag sie beim Rasenturnier in Eastbourne im Finale der Österreicherin Tamira Paszek, die fünf Matchbälle abwehren und dann mit ihrem eigenen dritten Matchball das Turnier gewinnen konnte.
In Wimbledon kämpfte sich Kerber zum zweiten Mal nach den US Open 2011 bei einem Grand-Slam-Turnier bis ins Halbfinale vor, schied dort jedoch gegen Agnieszka Radwańska mit 3:6, 4:6 aus. Sie verbesserte sich im Ranking damit auf Position 7. Bei den Olympischen Spielen in London schied Kerber im Viertelfinale mit 4:6 und 5:7 gegen Asaranka aus. Im Doppel unterlag sie an der Seite von Sabine Lisicki im Achtelfinale mit 2:6, 5:7 den Williams-Schwestern, den späteren Goldmedaillengewinnerinnen.
Beim Hartplatzturnier in Cincinnati verlor Kerber das Finale gegen Li Na mit 6:1, 3:6 und 1:6, nachdem sie zuvor unter anderem Serena Williams (6:4, 6:4) und Petra Kvitová (6:1, 2:6, 6:4) besiegt hatte. Dennoch verbesserte sie sich auf Weltranglistenplatz 6. Bei den US Open erreichte sie (unter anderem nach einem Sieg über Venus Williams) das Achtelfinale, in dem sie gegen Sara Errani in zwei Sätzen ausschied. In Peking zog sie mit einem Dreisatzerfolg über die frühere Weltranglistenerste Wozniacki ins Viertelfinale ein. Dort gab sie im Match gegen Scharapowa beim Stand von 0:6 und 0:3 auf.
Bei den WTA Championships in Istanbul schied sie nach drei Niederlagen gegen Serena Williams, Asaranka und Li Na bereits nach der Vorrunde aus. Sie beendete das Jahr auf Platz 5 der Weltrangliste.

### 2013

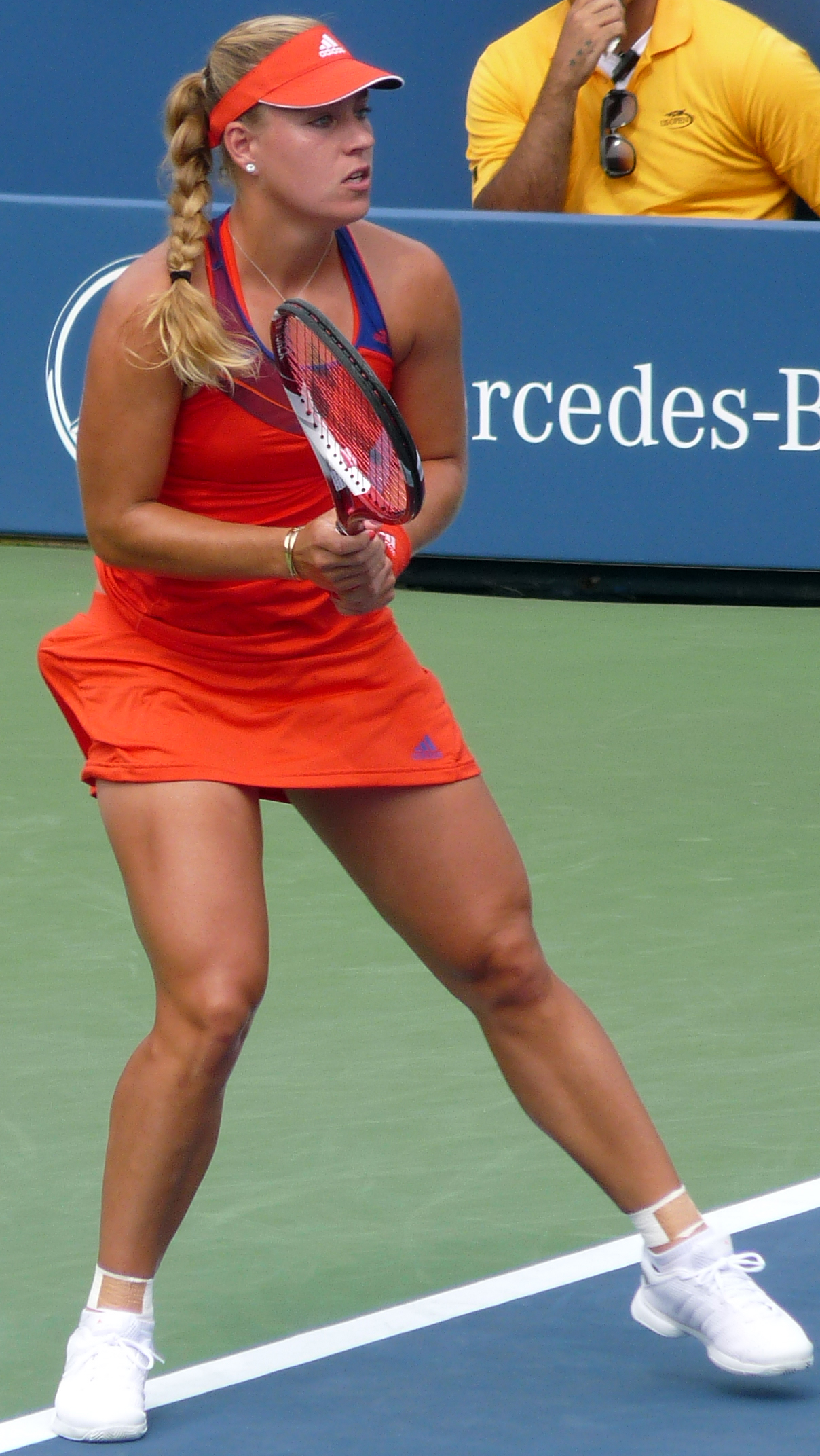
Kerber bei den US Open 2013

Kerber erreichte bei den Auftaktturnieren in Brisbane und Sydney das Viertel- bzw. das Halbfinale. Bei den Australian Open unterlag sie im Achtelfinale Jekaterina Makarowa mit 5:7, 4:6. In Doha und Dubai scheiterte sie jeweils in ihrer Auftaktpartie. In Indian Wells erreichte sie das Halbfinale, das sie gegen Wozniacki mit 6:2, 4:6 und 5:7 verlor. Beim Hartplatzturnier in Monterrey zog sie erstmals in der Saison in ein Endspiel ein. Dort traf sie auf Anastassija Pawljutschenkowa, der sie mit 6:4, 2:6 und 4:6 unterlag.
Im Fed-Cup-Play-off gegen Serbien kam Kerber in zwei Einzelpartien zum Einsatz. Sie besiegte Bojana Jovanovski in zwei Sätzen, musste sich aber Ana Ivanović geschlagen geben. Beim Turnier in Stuttgart erreichte sie das Halbfinale, in dem sie Scharapowa unterlag. Es folgte ein Viertelfinaleinzug in Madrid, während sie bei den French Open nicht über das Achtelfinale hinaus kam. Auch beim Rasenturnier in Eastbourne scheiterte sie schon früh (zweite Runde gegen Makarowa). In Wimbledon verlor sie ebenfalls bereits in der zweiten Runde gegen Kaia Kanepi (6:3, 6:7, 3:6).
Auch bei den Turnieren der US Open Series kam Kerber nicht über das Viertelfinale hinaus. Bei den US Open unterlag sie wie schon bei den Australian Open und den French Open bereits im Achtelfinale. Sie scheiterte knapp an Carla Suárez Navarro mit 6:4, 3:6 und 6:7. Mit ihrem Finaleinzug in Tokio erreichte sie zum zweiten Mal in der Saison ein Endspiel, der Titelgewinn blieb ihr jedoch erneut verwehrt – mit 2:6, 6:0 und 3:6 unterlag sie Petra Kvitová. Aufsteigende Form bewies sie mit ihrem Viertelfinaleinzug in Peking, ehe sie in Linz als Topgesetzte ihren dritten Karrieretitel gewann. Sie bezwang im Finale Ana Ivanović mit 6:4 und 7:66. Durch ihre Erfolge am Ende der Saison konnte sich Kerber zum zweiten Mal nach 2012 für die WTA Championships qualifizieren. Dort erreichte sie mit einem Sieg und zwei Niederlagen Platz drei in ihrer Gruppe. Sie verpasste so erneut das Halbfinale und beendete das Jahr auf Platz 9 der Weltrangliste.

### 2014
Zu Saisonbeginn verpflichtete Kerber als neuen Trainer Benjamin Ebrahimzadeh, der sie in der Saison 2013 bereits zeitweise betreut hatte. Beim WTA-Turnier in Brisbane erreichte sie das Viertelfinale, in Sydney stand sie im Finale, wo sie sich Zwetana Pironkowa mit 4:6, 4:6 geschlagen geben musste. Bei den Australian Open scheiterte sie wie im Vorjahr im Achtelfinale, diesmal an Flavia Pennetta. Beim Hallenturnier in Paris kam sie bis zum Viertelfinale. Anschließend steuerte sie zwei Siege (gegen Daniela Hantuchová und Dominika Cibulková) zum Fed-Cup-Sieg gegen die Slowakei bei. Beim Premier-5-Turnier in Doha erreichte sie erneut ein Endspiel, das sie jedoch gegen Simona Halep mit 2:6, 3:6 verlor. In Dubai verlor sie bereits ihre Auftaktpartie. Am 21. Mai 2014 stand sie zwei Jahre lang ununterbrochen in den Top 10 der Weltrangliste. Bei den French Open schied sie im Achtelfinale gegen Eugenie Bouchard aus, in Wimbledon erreichte sie das Viertelfinale. Beim Turnier in Stanford stand Kerber zum vierten Mal in dieser Saison in einem Finale; sie verlor jedoch auch diesmal, in zwei Sätzen gegen Serena Williams. Bei den US Open scheiterte sie in der dritten Runde gegen die erst 17-jährige Belinda Bencic aus der Schweiz. Auf der anschließenden Asien-Tour erreichte Kerber in Tokio das Halbfinale, welches sie gegen die spätere Siegerin Ana Ivanović 5:7, 3:6 verlor. Trotz des Erreichens des Viertelfinales in Wuhan und des Achtelfinales in Peking konnte sie sich nicht direkt für die WTA Championships in Singapur qualifizieren und kam auch als Reservistin nicht zum Einsatz. Beim Fed-Cup-Finale in Prag gegen Tschechien verlor Kerber ihre Partien gegen Lucie Šafářová 4:6, 4:6 und gegen Petra Kvitová 6:7, 6:4, 4:6, am Ende unterlag Deutschland mit 1:3. Das Jahr beendete Kerber auf Platz 10 der Weltrangliste.

### 2015

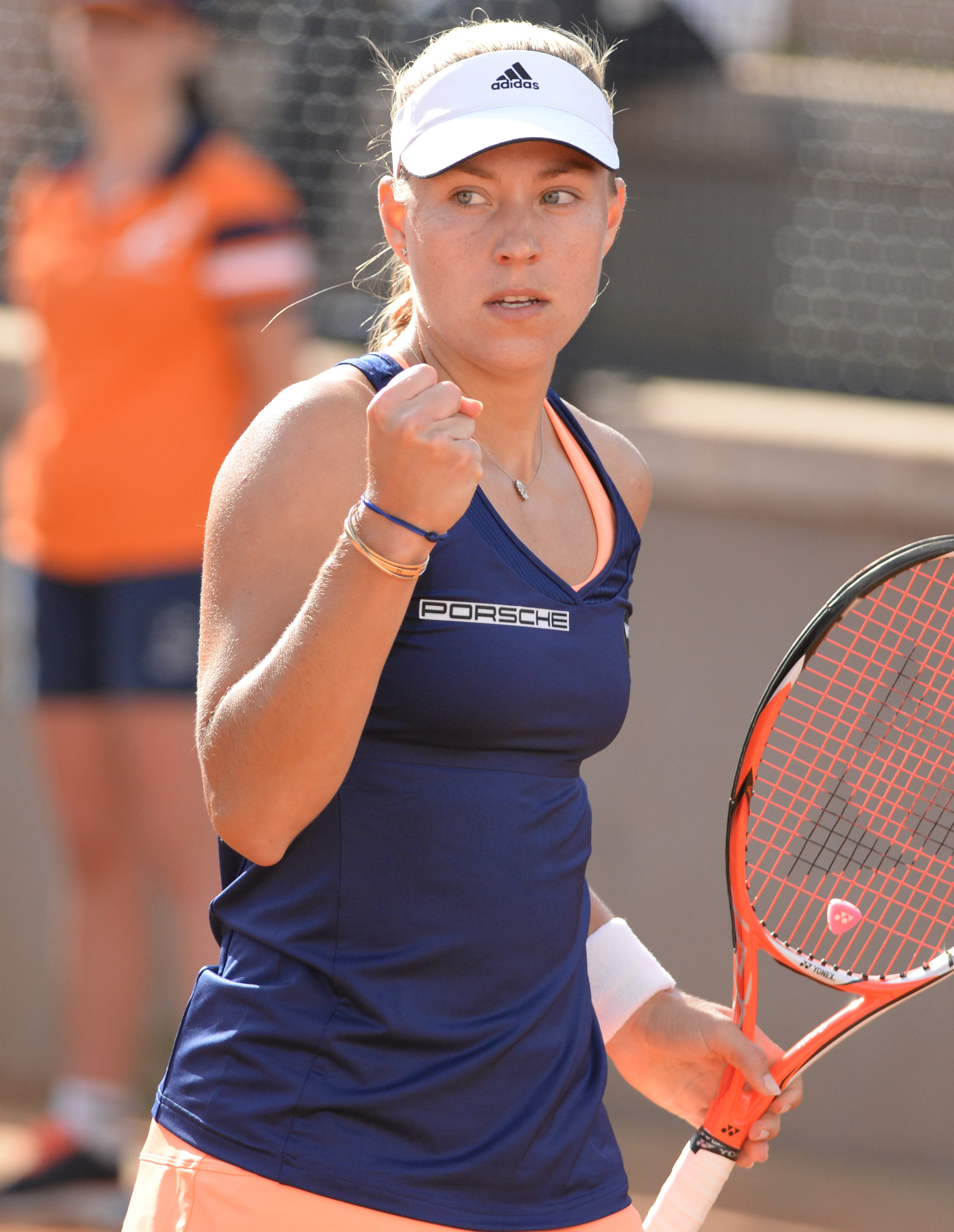
Kerber in Rom (2015)

Bei den Vorbereitungsturnieren in Brisbane und Sydney erreichte Kerber das Viertel- bzw. Halbfinale. Bei den Australian Open schied sie bereits in Runde eins mit 4:6, 6:0, 1:6 gegen Irina-Camelia Begu aus. Nach ihrer Niederlage in Antwerpen gegen Francesca Schiavone wurde sie nicht mehr in den Top Ten geführt. Nach dem Erreichen des Achtelfinales in Dubai und dem Erstrunden-Aus in Doha gegen Wiktoryja Asaranka trennte sich Kerber von ihrem Trainer Benjamin Ebrahimzadeh.
Für die US-Tour verpflichtete sie wieder ihren früheren Trainer Torben Beltz. Nach dem frühen Ausscheiden bei den Turnieren in Indian Wells und Miami konnte Kerber das Sandplatzturnier in Charleston gewinnen; sie besiegte im Endspiel Madison Keys mit 6:2, 4:6, 7:5. Nur zwei Wochen später schlug Kerber beim Turnier in Stuttgart nach Siegen über die besser gesetzten Marija Scharapowa und Jekaterina Makarowa im Finale Caroline Wozniacki mit 3:6, 6:1, 7:5 und gewann damit ihren fünften WTA-Einzeltitel. Am 21. Juni 2015 gewann sie das AEGON Classic in Birmingham durch ein 6:75, 6:3, 7:64 im Finale gegen Karolína Plíšková; es war Kerbers erster Turniersieg auf Rasen. Anfang August gewann sie bei den Bank of the West Classic ihr viertes Premier-Turnier der Saison 2015, im Finale besiegte sie wieder Plíšková. Gemessen an WTA-Titeln war die Saison 2015 die bisher erfolgreichste ihrer Karriere.
Bei den WTA Championships in Singapur war nach einem Sieg gegen Petra Kvitová (6:2, 7:6) und zwei Niederlagen gegen Garbiñe Muguruza (4:6, 4:6) und Lucie Šafářová (4:6, 3:6) bereits nach der Vorrunde Schluss. Sie beendete das Jahr auf Platz 9 der Weltrangliste.

### 2016
2016 sollte das beste Jahr in Kerbers Karriere werden. Sie startete erfolgreich in die Saison 2016; sie erreichte bei den Brisbane International das Finale, das sie gegen Wiktoryja Asaranka in zwei Sätzen verlor. Bei den Australian Open 2016 musste Kerber bereits in der ersten Runde einen Matchball gegen Misaki Doi abwehren, konnte das Spiel jedoch im dritten Satz für sich entscheiden. Nach dem weiteren Turnierverlauf stand sie erstmals im Finale eines Grand-Slam-Turniers, nachdem sie unter anderem Wiktoryja Asaranka (6:3, 7:5) im Viertelfinale und Johanna Konta (7:5, 6:2) im Halbfinale besiegt hatte. Im Endspiel besiegte sie die Nummer 1 der Setzliste und der Welt, Serena Williams in drei Sätzen (6:4, 3:6, 6:4). Es war der erste Grand-Slam-Sieg einer deutschen Tennisspielerin seit Steffi Graf 1999 bei den French Open. In der Weltrangliste kletterte sie aufgrund ihres Sieges auf Platz zwei. Im März erreichte sie das Halbfinale in Miami, in dem sie Wiktoryja Asaranka unterlag. Einen Monat später hatte sie mit zwei Siegen im Einzel, darunter gegen Simona Halep, großen Anteil am Klassenerhalt der deutschen Fed-Cup-Mannschaft gegen Rumänien. Beim direkt darauffolgenden Turnier in Stuttgart gelang ihr mit einem Finalerfolg gegen Laura Siegemund die Titelverteidigung aus dem Vorjahr. In Rom und Madrid verlor Kerber jeweils ihre Auftaktpartie, ebenso bei den French Open. Erst in Birmingham zeigte die Formkurve mit dem Erreichen des Viertelfinals wieder nach oben. In Wimbledon erreichte sie erstmals das Finale, wo sie erneut auf Serena Williams traf und ihr in zwei Sätzen mit 5:7 und 3:6 unterlag.
Bei den Olympischen Spielen 2016 in Rio de Janeiro erreichte Kerber das Finale, das sie gegen die Puerto-Ricanerin Mónica Puig in drei Sätzen (4:6, 6:4, 1:6) verlor. Mit der Silbermedaille gewann sie die erste deutsche olympische Einzelmedaille im Tennis seit dem Jahr 2000. Mit einem Sieg in Cincinnati hätte Kerber Serena Williams an der Weltrangliste ablösen können, doch sie verlor das Finale gegen Karolína Plíšková deutlich (3:6, 1:6). Bei den US Open erreichte Kerber nach Siegen über u. a. Petra Kvitová, Roberta Vinci und die ungesetzte Caroline Wozniacki erstmals das Finale. Durch den Sieg von Karolína Plíšková im Halbfinale über die Weltranglistenerste Serena Williams stand fest, dass Kerber am 12. September 2016 als zweite deutsche Tennisspielerin nach Steffi Graf die Weltrangliste anführen würde. Mit dem Finalsieg gegen Plíšková (6:3, 4:6, 6:4) gewann Kerber ihren zweiten Grand-Slam-Titel im Einzel. Zum Abschluss der Saison erreichte Kerber bei den WTA Championships der besten acht Spielerinnen erneut das Finale, in dem sie Dominika Cibulková mit 3:6 und 4:6 unterlag. Kerber stand somit 2016 in 5 der 6 wichtigsten Turniere im Finale.
Für den Gewinn der Silbermedaille bei den Olympischen Spielen erhielt sie am 1. November 2016 das Silberne Lorbeerblatt. Am 17. November 2016 wurde sie in Berlin mit dem Bambi in der Kategorie Sport für ihre herausragende Leistung ausgezeichnet. Am 18. Dezember 2016 wurde Kerber in Baden-Baden erstmals als Deutschlands Sportlerin des Jahres geehrt. Anfang Januar 2017 belegte sie bei der Wahl zu Europas Sportlerin des Jahres den zweiten Platz hinter der ungarischen Schwimmerin Katinka Hosszú.

### 2017

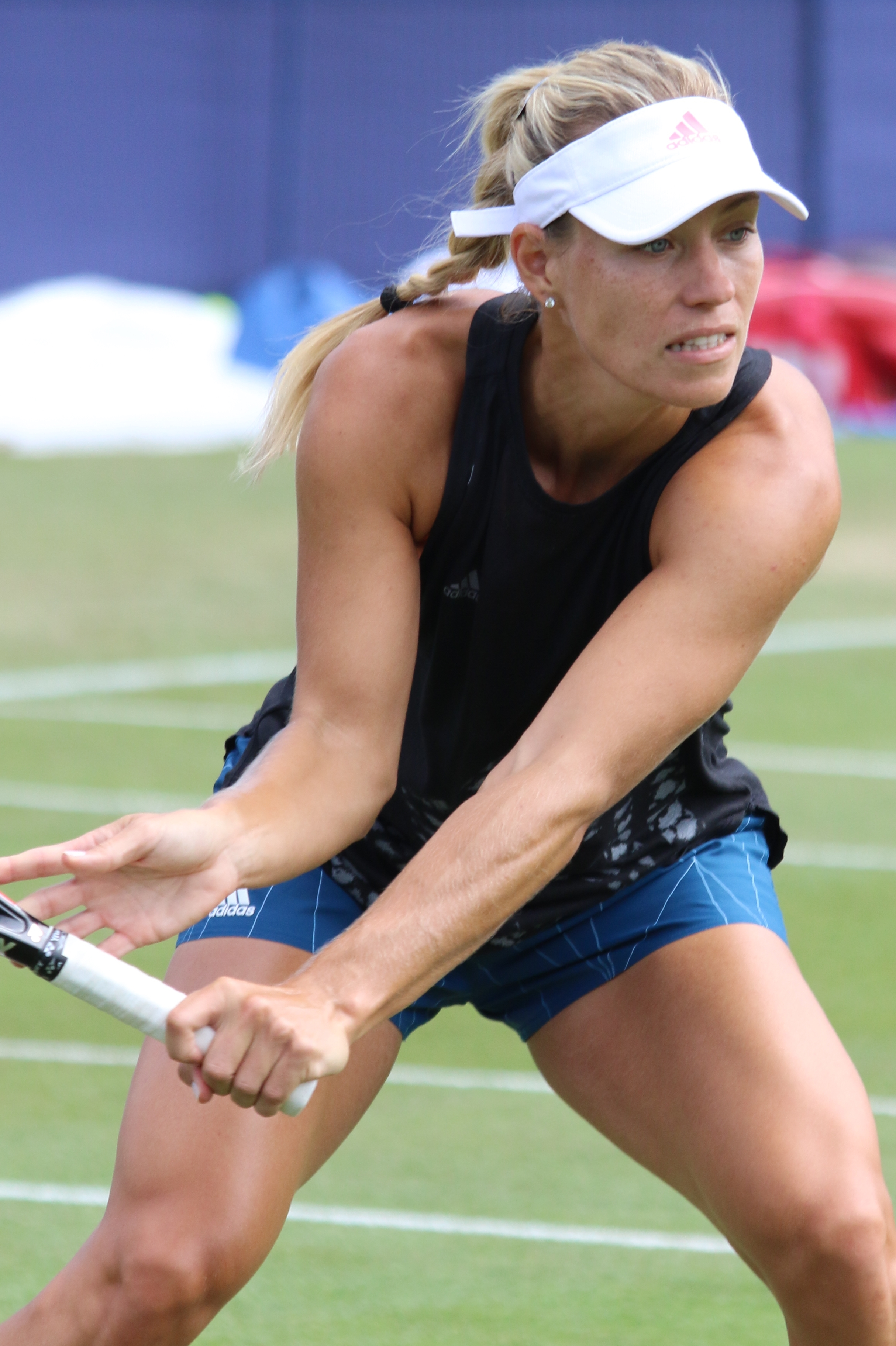
Angelique Kerber (2017)

Kerber begann das neue Jahr bei den Turnieren in Brisbane und Sydney, gewann hierbei aber nur ein Match. Bei den Australian Open, in die sie als Titelverteidigern gestartet war, verlor sie im Achtelfinale gegen Coco Vandeweghe mit 2:6, 3:6. Da Serena Williams das Turnier gewann, verlor Kerber die Weltranglistenführung wieder an Williams. Bei den Qatar Open schied sie ebenfalls im Achtelfinale aus, erreichte im anschließenden Turnier in Dubai aber das Halbfinale, das sie gegen die spätere Turniersiegerin Elina Switolina mit 3:6, 6:73 verlor. In Indian Wells erreichte Kerber nach Siegen über Andrea Petković (6:2, 6:1) und Pauline Parmentier (7:5, 2:6, 7:5) das Achtelfinale, das sie aber gegen Jelena Wesnina mit 3:6, 3:6 verlor. Bereits vor dem Turnier stand durch den Rückzug von Serena Williams fest, dass Kerber nach Indian Wells die Weltranglistenführung übernehmen würde. Im folgenden Turnier in Miami gelangte Kerber ins Viertelfinale, wo sie allerdings mit 5:7 und 3:6 gegen Venus Williams verlor. In Monterrey erreichte sie wie schon 2013 das Finale, das sie aber wiederum gegen Anastassija Pawljutschenkowa mit 4:6, 6:2 und 1:6 verlor. Als zweifache Titelverteidigerin war Kerber nach Stuttgart gekommen, wo sie jedoch bereits eine Auftaktniederlage gegen die spätere Finalistin Kristina Mladenovic hinnehmen musste. In Madrid erreichte Kerber dann das Achtelfinale, welches sie aber verletzungsbedingt aufgeben musste. In Rom sowie bei den French Open verlor sie jeweils ihr Auftaktmatch. Kerber startete ihre Rasensaison beim Turnier in Eastbourne. Nach einem Dreisatzsieg über Kristýna Plíšková und einem Zweisatzsieg über Lara Arruabarrena Vecino verlor sie das Viertelfinale gegen die Britin Johanna Konta mit 3:6, 4:6. In Wimbledon musste Kerber lediglich in der dritten Runde gegen Shelby Rogers einen Satz abgeben, gewann jedoch noch mit 4:6, 7:6, 6:4. Im Achtelfinale schied sie in einem engen Dreisatzmatch gegen die spätere Gewinnerin Garbiñe Muguruza (6:4, 4:6, 4:6) aus. Nach Wimbledon verlor Kerber auch die Weltranglistenposition Nummer 1 an Karolína Plíšková. In Toronto verlor Kerber im Achtelfinale, in Cincinnati in der 2. Runde. Bei den US Open schied sie als Titelverteidigerin bereits in der ersten Runde gegen Naomi Ōsaka (3:6, 1:6) aus, sie wurde dabei von ihrem früheren Trainer Benjamin Ebrahimzadeh betreut. Beim drei Wochen später folgenden Turnier in Tokio konnte sich Angelique Kerber allerdings revanchieren – sie besiegte Ōsaka bei ihrem Auftaktmatch mit 6:3 und 6:4.
Nach der für sie enttäuschend verlaufenden Saison trennte sie sich von ihrem bisherigen Trainer Torben Beltz und nahm Wim Fissette als Trainer unter Vertrag.

### 2018
Erste Station der neuen Saison war der Hopman Cup im australischen Perth, bei dem Kerber gemeinsam mit Alexander Zverev bis ins Finale vordrang. Dabei gewann sie alle ihrer vier Einzel, inklusive des Finaleinzels, dennoch mussten sich Zverev und Kerber nach verlorenem Herreneinzel und Mixed dem Team aus der Schweiz (Belinda Bencic und Roger Federer) geschlagen geben. Im darauf folgenden Premier-Turnier in Sydney baute sie ihre Siegesserie auf acht Spiele hintereinander aus, bevor sie im Finale mit dem neunten Sieg in Folge über Ashleigh Barty ihren ersten Turniererfolg seit den US Open 2016 feiern konnte. Bei den Australian Open folgten dann die Siege 10 bis 14, bevor sie dann in einem umkämpften Halbfinale die erste Saisonniederlage im Einzel einstecken musste (3:6, 6:4 und 7:9 gegen die Weltranglisten-Erste Simona Halep), die schmerzvollste Niederlage ihrer Karriere, wie sie beim Abschied 2024 verriet. Dennoch kehrte sie nach dem gelungenen Saisonstart mit Platz neun in die Top Ten der Weltrangliste zurück. Beim darauf folgenden Premier-Turnier in Dubai schlug sie unter anderem die an Nummer drei gesetzte Karolína Plíšková (6:4, 6:3), schied dann aber im Halbfinale gegen die spätere Turniersiegerin Elina Switolina aus (3:6, 3:6). Bei den im März folgenden Premier-Mandatory-Turnieren in den USA erreichte sie in Indian Wells und in Miami jeweils das Viertelfinale.
Die Sandplatzsaison startete für Kerber mit dem Fed-Cup-Halbfinale gegen Tschechien, das mit 1:4 verloren ging. Sie verlor ihre beiden Einzel gegen Karolína Plíšková und Petra Kvitová. Beim Premier-Turnier in Stuttgart musste sie aufgrund einer Oberschenkelverletzung im Achtelfinale aufgeben, somit verpasste sie auch die Madrid Open zwei Wochen später. Im darauf folgenden Turnier in Rom verlor sie im Viertelfinale, wieder gegen die spätere Turniersiegerin Elina Switolina. Gleiches zeigte sich bei den French Open, auch hier stieß sie bis ins Viertelfinale vor, wo sie dann Simona Halep unterlag (7:6, 3:6, 2:6).
Zu Beginn der Rasensaison auf Mallorca musste Kerber mit einer Erstrunden-Niederlage gegen die Qualifikantin Alison Riske einen Fehlstart hinnehmen. Beim Premier-Turnier in Eastbourne, der „Generalprobe“ für Wimbledon, unterlag sie im Halbfinale der späteren Turniersiegerin Caroline Wozniacki mit 6:2, 6:7, 4:6. In Wimbledon erreichte Kerber das Finale, wo sie wie 2016 auf Serena Williams traf. Sie siegte am 14. Juli 2018 mit 6:3, 6:3 und gewann so ihr drittes Grand-Slam-Turnier. Nach 22 Jahren und Steffi Grafs letztem Wimbledontitel 1996 gewann damit erstmals wieder eine deutsche Spielerin das Turnier. Das Outfit, das sie im Finale trug, wurde später bei United Charity zugunsten des Netzwerks Inklusion Deutschland e. V. versteigert. Es erzielte einen Erlös von 7050 Euro.
Nach einer längeren Pause startete Kerber mit einer Zweitrundenniederlage beim Rogers Cup in Toronto in die Hartplatzsaison, in Cincinnati schied sie an Position vier gesetzt im Achtelfinale gegen Madison Keys aus. Bei den US Open war in der dritten Runde Schluss, sie unterlag Dominika Cibulková mit 6:3, 3:6 und 3:6. Dennoch verbesserte sie sich in der Weltrangliste auf Platz drei. In Asien erreichte sie in Wuhan und Peking jeweils das Achtelfinale. Vor den WTA Championships gab Kerber die Trennung von Trainer Wim Fissette bekannt. Bei den Championships setzte sie sich gegen Naomi Ōsaka durch, verpasste durch die Niederlagen gegen Sloane Stephens und Kiki Bertens als Gruppendritte aber das Halbfinale. Sie schloss die Saison in der Weltrangliste auf Rang zwei ab.
Im November wurde bekannt, dass Kerber den Ex-Profi und früheren Australian-Open-Finalisten Rainer Schüttler als Trainer verpflichtet hatte. Am 16. Dezember 2018 wurde Kerber in Baden-Baden zum zweiten Mal zu Deutschlands Sportlerin des Jahres gewählt.

### 2019

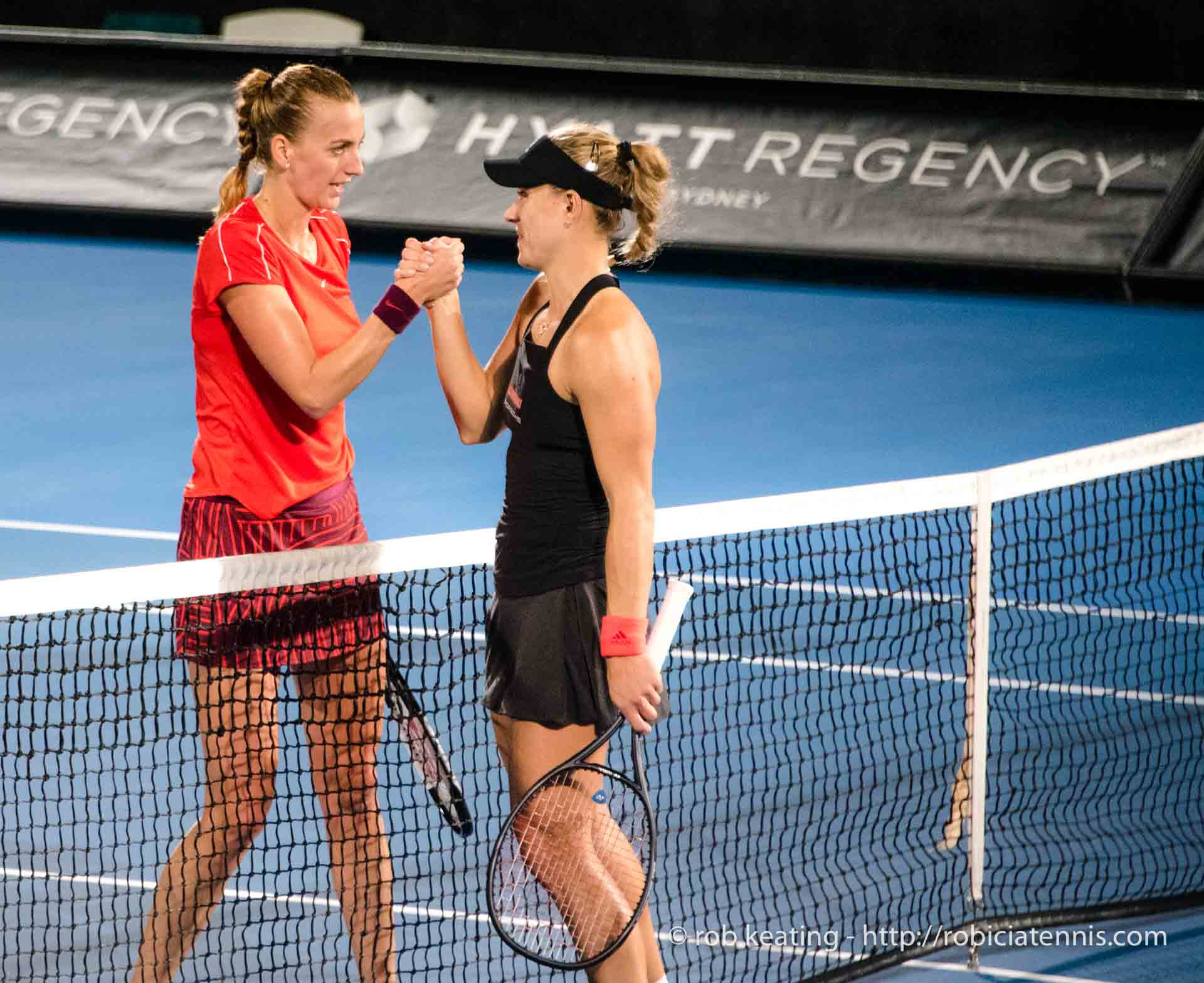
Angelique Kerber mit Petra Kvitová in Sydney (2019)

Beim Hopman Cup im australischen Perth kam es im Endspiel zur Neuauflage des Vorjahresfinals gegen die Schweiz. Nach Kerbers Einzelsieg gegen Belinda Bencic und der Niederlage von Alexander Zverev gegen Roger Federer entschied das Mixed über den Turniersieg. In diesem unterlagen Kerber und Zverev mit 0:4, 4:1 und 3:4.
Bei den folgenden Australian Open galt Kerber wieder als Mitfavoritin auf den Sieg und wurde entsprechend ihrer Weltranglistenplatzierung auf Platz zwei der Setzliste hinter der Weltranglistenführenden Simona Halep ausgewiesen. Nach ungefährdeten Siegen über die ungesetzten Spielerinnen Polona Hercog, Beatriz Haddad Maia und Kimberly Birrell schied sie im Achtelfinale überraschend gegen die ungesetzte Danielle Collins (0:6, 2:6) aus, die das Spiel mit harten Grundschlägen diktierte. Zuvor hatte Kerber in der zweiten Runde noch ihren insgesamt 100. Sieg bei einem der vier Grand-Slam-Turniere feiern können.
Bei den nachfolgenden Turnieren zeigte Kerber weiterhin starke Leistungen (u. a. zwei Halbfinalteilnahmen in Doha und Monterrey, das Finale in Indian Wells), verpasste allerdings ihren ersten Turniersieg 2019. Die Sandplatzsaison konnte sie aufgrund einer Verletzung nur teilweise spielen, bei den French Open schied sie immer noch von den Verletzungen beeinträchtigt bereits in der ersten Runde aus. Die Rasensaison begann dagegen besser für Kerber und sie zog beim Turnier in Eastbourne ins Finale ein, wo sie Karolína Plíšková deutlich unterlag. In Wimbledon unterlag sie als Titelverteidigerin in Runde zwei Lauren Davis. Als Konsequenz entpflichtete sie ihren Trainer Rainer Schüttler danach im Juli 2019. Im November teilte Kerber mit, dass sie Dieter Kindlmann für das Jahr 2020 als Trainer verpflichtet hat.

### 2020
Nach Erstrundenniederlagen und verletzungsbedingten Aufgaben in der Vorbereitung, kam Kerber bei den Australian Open 2020 in die vierte Runde, wo sie in drei Sätzen gegen Anastassija Pawljutschenkowa ausschied. Im Anschluss spielte Kerber verletzungsbedingt keine weiteren Turniere auf der Tour, die aufgrund der COVID-19-Pandemie ohnehin im März 2020 unterbrochen wurde. Ende Juli 2020, noch während der Pause, gab Kerber die Trennung von Kindlmann und die Rückkehr von Beltz als ihren Coach bekannt.

### 2021

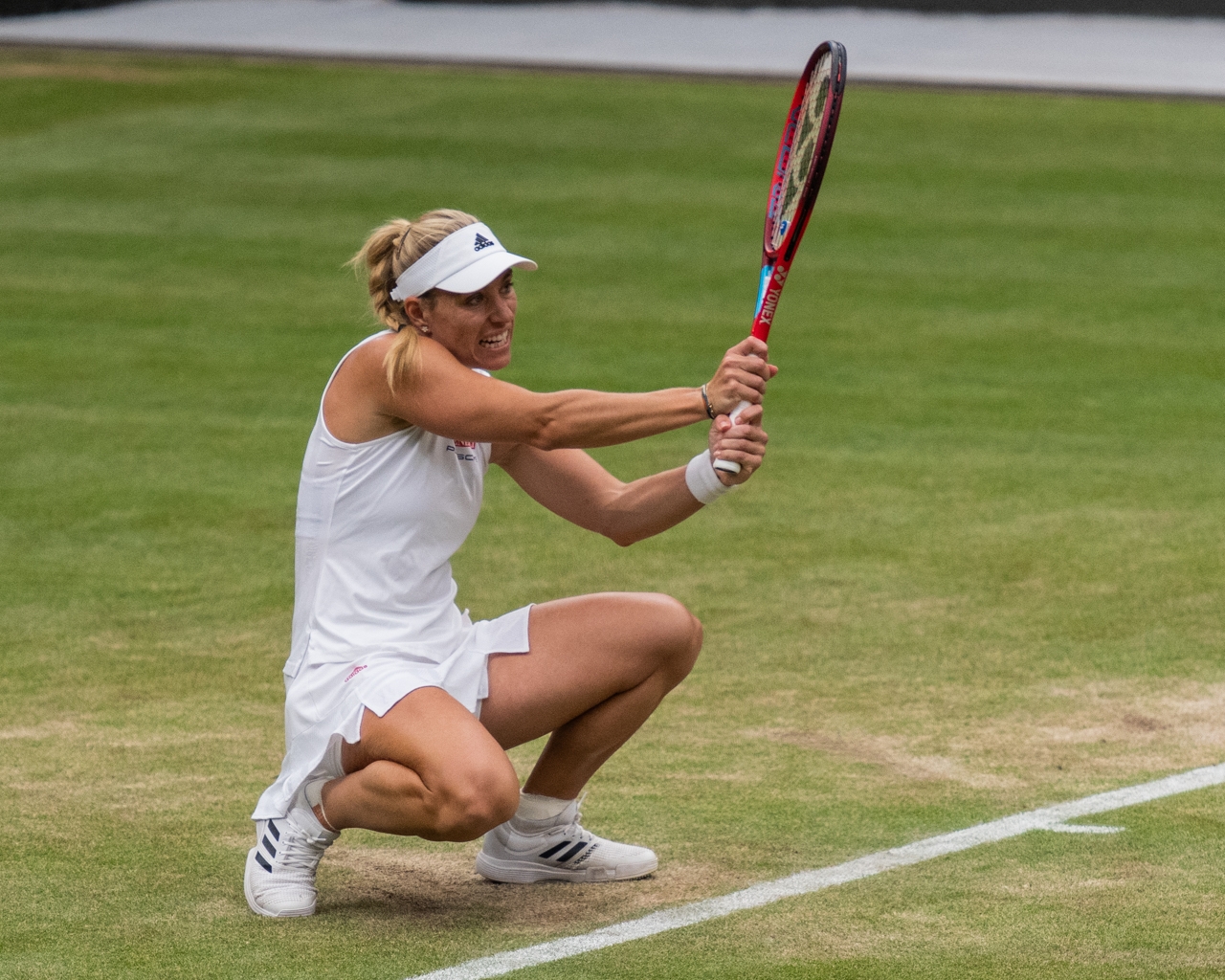
Angelique Kerber in Wimbledon (2021)

Aufgrund von COVID-19-Fällen auf ihrem Flug nach Australien musste sich Kerber wie mehrere andere Spieler in eine vierzehntägige Hotelquarantäne ohne Trainingsmöglichkeit begeben. Trotz der Teilnahme an dem eigens für die in Quarantäne befindlichen Spieler geschaffenen Grampians Trophy schied Kerber bei den Australian Open bereits in der ersten Runde gegen Bernarda Pera aus. Es folgte eine eher schwache weitere erste Jahreshälfte mit der Erstrundenniederlage bei den French Open gegen die Ukrainerin Anhelina Kalinina. Ab der Rasensaison zeigte sich Kerber in verbesserter Form, eingeläutet mit dem Gewinn des WTA-Turniers in Bad Homburg. Auf dem Weg zum Titelgewinn besiegte sie unter anderem Petra Kvitová sowie im Finale Kateřina Siniaková, womit ihr der erste Turniersieg seit dem Wimbledontriumph 2018 gelang. Es folgte der Halbfinaleinzug in Wimbledon selbst, wo sie schließlich der Weltranglistenersten und späteren Turniersiegerin Ashleigh Barty unterlag.
Im Anschluss sagte Kerber die Teilnahme an den Olympischen Spielen in Tokio sowie darauf folgend dem WTA-1000-Turnier in Montreal ab, konnte jedoch ihre starke Form mit dem Halbfinaleinzug in Cincinnati bestätigen. Dort unterlag sie mit 2:6 und 5:7 erneut Ashleigh Barty. Kerber zog danach ins Achtelfinale der US Open ein, in dem sie sich der späteren Finalistin Leylah Fernandez mit 6:4, 6:7 (5:7) und 2:6 geschlagen geben musste. Beim WTA-1000-Turnier von Indian Wells erreichte sie zum Saisonende das Viertelfinale, in dem sie der späteren Turniersiegerin Paula Badosa in zwei Sätzen 4:6 und 5:7 unterlag. Damit verbesserte Kerber ihre Weltranglistenposition auf Rang zwölf. Letzte Außenseiterchancen auf eine Qualifikation für die WTA Championships in Guadalajara wurden durch die kurzfristige Absage in Moskau aufgrund eines Infekts zunichtegemacht.

### 2022
Bei den Australian Open 2022 schied Kerber in der ersten Runde gegen Kaia Kanepi aus. In Indian Wells scheiterte sie nach zwei gewonnenen Spielen erst im Achtelfinale an Iga Świątek. In den folgenden Turnieren verlor sie jeweils ihr erstes Match. In Straßburg sicherte sie sich dagegen mit einem Finalsieg gegen Kaja Juvan ihren 14. Titel auf der WTA Tour. Bei den French Open in Paris erreichte sie die dritte Runde, in der sie gegen Aljaksandra Sasnowitsch mit 4:6 und 6:7 verlor. Beim Turnier in Bad Homburg im Juni erreichte sie das Viertelfinale, das sie gegen Alizé Cornet mit 4:6, 6:2 und 1:6 verlor. In Wimbledon scheiterte sie in der dritten Runde mit 4:6 und 5:7 an Elise Mertens. Danach nahm sie in diesem Jahr an keinem Turnier mehr teil.

### 2023–2024
Auch 2023 bestritt sie bis Dezember keine Spiele. Beim United Cup 2024 gewann sie mit dem Team das Finale gegen Polen. Bei den Australian Open 2024 scheiterte sie mit 2:6, 6:3 und 1:6 in der ersten Runde an Danielle Collins. In Linz verlor sie in der ersten Runde gegen Lucia Bronzetti mit 1:6, 3:6.
Im Juli 2024 gab Kerber bekannt, nach den Olympischen Spielen in Paris ihre Karriere zu beenden. Dort erreichte sie als ungesetzte Spielerin das Viertelfinale. Mit der Niederlage gegen die spätere Olympiasiegerin Zheng Qinwen nach
drei Sätzen mit 7:6 (7:4), 4:6, 6:7 (6:8), bei der sie im entscheidenden Tiebreak noch drei Matchbälle hatte abwehren können, absolvierte Kerber am 31. Juli 2024 ihr letztes Spiel.

### Bundesliga
2010 und 2011 wurde Kerber mit dem TC Radolfzell Deutsche Mannschaftsmeisterin. In der Bundesliga-Saison 2012 spielte sie für den Ratinger TC Grün-Weiß. In den Saisons 2015, 2016 und 2017 stand sie auf der Kaderliste des TC Rot-Blau Regensburg und wurde 2016 und 2017 erneut Meister.

## Erfolge

### Einzel

#### Turniersiege
| Nr. | Datum              | Turnier                    | Kategorie         | Belag             | Finalgegnerin           | Ergebnis         |
| --- | ------------------ | -------------------------- | ----------------- | ----------------- | ----------------------- | ---------------- |
| 1.  | 28. November 2004  | Opole                      | ITF $25.000       | Teppich (Halle)   | Olena Tatarkowa         | 6:2, 6:2         |
| 2.  | 19. Februar 2006   | Saguenay (1)               | ITF $25.000       | Hartplatz (Halle) | Valérie Tétreault       | 5:7, 7:5, 7:66   |
| 3.  | 15. Oktober 2006   | Jersey                     | ITF $25.000       | Hartplatz (Halle) | Irena Pavlovic          | 6:0, 6:4         |
| 4.  | 22. Oktober 2006   | Glasgow                    | ITF $25.000       | Hartplatz (Halle) | Kirsten Flipkens        | 6:4, 6:2         |
| 5.  | 18. Februar 2007   | Saguenay (2)               | ITF $50.000       | Hartplatz (Halle) | Sabine Lisicki          | 6:3, 6:4         |
| 6.  | 18. März 2007      | Las Palmas de Gran Canaria | ITF $25.000       | Hartplatz         | Petra Cetkovská         | 6:2, 1:6, 6:4    |
| 7.  | 6. Mai 2007        | Antalya                    | ITF $25.000       | Hartplatz         | Gaëlle Widmer           | 3:6, 6:4, 6:1    |
| 8.  | 10. Juni 2007      | Přerov                     | ITF $75.000       | Sand              | Klára Zakopalová        | 6:3, 1:6, 7:5    |
| 9.  | 21. September 2008 | Madrid                     | ITF $25.000       | Hartplatz         | Estrella Cabeza Candela | 6:1, 6:3         |
| 10. | 19. Oktober 2008   | Saint-Raphaël              | ITF $50.000       | Hartplatz (Halle) | Séverine Brémond        | 6:2, 6:1         |
| 11. | 5. Juli 2009       | Pozoblanco                 | ITF $50.000       | Hartplatz         | Kristína Kučová         | 6:3, 6:4         |
| 12. | 12. Februar 2012   | Paris                      | WTA Premier       | Hartplatz (Halle) | Marion Bartoli          | 7:63, 5:7, 6:3   |
| 13. | 15. April 2012     | Kopenhagen                 | WTA International | Hartplatz (Halle) | Caroline Wozniacki      | 6:4, 6:4         |
| 14. | 13. Oktober 2013   | Linz                       | WTA International | Hartplatz (Halle) | Ana Ivanović            | 6:4, 7:66        |
| 15. | 12. April 2015     | Charleston                 | WTA Premier       | Sand              | Madison Keys            | 6:2, 4:6, 7:5    |
| 16. | 26. April 2015     | Stuttgart (1)              | WTA Premier       | Sand (Halle)      | Caroline Wozniacki      | 3:6, 6:1, 7:5    |
| 17. | 21. Juni 2015      | Birmingham                 | WTA Premier       | Rasen             | Karolína Plíšková       | 6:75, 6:3, 7:64  |
| 18. | 9. August 2015     | Stanford                   | WTA Premier       | Hartplatz         | Karolína Plíšková       | 6:3, 5:7, 6:4    |
| 19. | 30. Januar 2016    | Australian Open            | Grand Slam        | Hartplatz         | Serena Williams         | 6:4, 3:6, 6:4    |
| 20. | 24. April 2016     | Stuttgart (2)              | WTA Premier       | Sand (Halle)      | Laura Siegemund         | 6:4, 6:0         |
| 21. | 10. September 2016 | US Open                    | Grand Slam        | Hartplatz         | Karolína Plíšková       | 6:3, 4:6, 6:4    |
| 22. | 13. Januar 2018    | Sydney                     | WTA Premier       | Hartplatz         | Ashleigh Barty          | 6:4, 6:4         |
| 23. | 14. Juli 2018      | Wimbledon                  | Grand Slam        | Rasen             | Serena Williams         | 6:3, 6:3         |
| 24. | 26. Juni 2021      | Bad Homburg                | WTA 250           | Rasen             | Kateřina Siniaková      | 6:3, 6:2         |
| 25. | 21. Mai 2022       | Straßburg                  | WTA 250           | Sand              | Kaja Juvan              | 7:65, 6:70, 7:65 |

#### Finalteilnahmen
| Nr. | Datum              | Turnier        | Kategorie              | Belag             | Turniersiegerin              | Ergebnis       |
| --- | ------------------ | -------------- | ---------------------- | ----------------- | ---------------------------- | -------------- |
| 1.  | 21. Februar 2010   | Bogotá         | WTA International      | Sand              | Mariana Duque Mariño         | 4:6, 3:6       |
| 2.  | 23. Juni 2012      | Eastbourne (1) | WTA Premier            | Rasen             | Tamira Paszek                | 7:5, 3:6, 5:7  |
| 3.  | 19. August 2012    | Cincinnati (1) | WTA Premier 5          | Hartplatz         | Li Na                        | 6:1, 3:6, 1:6  |
| 4.  | 7. April 2013      | Monterrey (1)  | WTA International      | Hartplatz         | Anastassija Pawljutschenkowa | 6:4, 2:6, 4:6  |
| 5.  | 28. September 2013 | Tokio          | WTA Premier 5          | Hartplatz         | Petra Kvitová                | 2:6, 6:0, 3:6  |
| 6.  | 10. Januar 2014    | Sydney         | WTA Premier            | Hartplatz         | Zwetana Pironkowa            | 4:6, 4:6       |
| 7.  | 16. Februar 2014   | Doha           | WTA Premier 5          | Hartplatz         | Simona Halep                 | 2:6, 3:6       |
| 8.  | 21. Juni 2014      | Eastbourne (2) | WTA Premier            | Rasen             | Madison Keys                 | 3:6, 6:3, 5:7  |
| 9.  | 3. August 2014     | Stanford       | WTA Premier            | Hartplatz         | Serena Williams              | 6:71, 3:6      |
| 10. | 18. Oktober 2015   | Hongkong       | WTA International      | Hartplatz         | Jelena Janković              | 6:3, 6:74, 1:6 |
| 11. | 9. Januar 2016     | Brisbane       | WTA Premier            | Hartplatz         | Wiktoryja Asaranka           | 3:6, 1:6       |
| 12. | 9. Juli 2016       | Wimbledon      | Grand Slam             | Rasen             | Serena Williams              | 5:7, 3:6       |
| 13. | 13. August 2016    | Rio de Janeiro | Olympische Spiele      | Hartplatz         | Mónica Puig                  | 4:6, 6:4, 1:6  |
| 14. | 21. August 2016    | Cincinnati (2) | WTA Premier 5          | Hartplatz         | Karolína Plíšková            | 3:6, 1:6       |
| 15. | 30. Oktober 2016   | Singapur       | WTA Tour Championships | Hartplatz (Halle) | Dominika Cibulková           | 3:6, 4:6       |
| 16. | 9. April 2017      | Monterrey (2)  | WTA International      | Hartplatz         | Anastassija Pawljutschenkowa | 4:6, 6:2, 1:6  |
| 17. | 17. März 2019      | Indian Wells   | WTA Premier Mandatory  | Hartplatz         | Bianca Andreescu             | 4:6, 6:3, 4:6  |
| 18. | 29. Juni 2019      | Eastbourne (3) | WTA Premier            | Rasen             | Karolína Plíšková            | 1:6, 4:6       |

### Doppel

#### Turniersiege
| Nr. | Datum         | Turnier  | Kategorie    | Belag             | Partnerin         | Finalgegnerinnen                | Ergebnis       |
| --- | ------------- | -------- | ------------ | ----------------- | ----------------- | ------------------------------- | -------------- |
| 1.  | Februar 2007  | Saguenay | ITF $25.000  | Hartplatz (Halle) | Ágnes Szatmári    | Sabine Klaschka Angelika Roesch | 6:1, 6:4       |
| 2.  | April 2007    | Dinan    | ITF $75.000  | Sand (Halle)      | Yvonne Meusburger | Stéphanie Foretz Aurélie Védy   | 6:4, 6:76, 6:2 |
| 3.  | November 2008 | Krakau   | ITF $100.000 | Hartplatz (Halle) | Urszula Radwańska | Olga Brózda Sandra Zaniewska    | 6:3, 6:2       |

#### Finalteilnahmen
| Nr. | Datum          | Turnier          | Kategorie         | Belag     | Partnerin       | Siegerinnen                        | Ergebnis |
| --- | -------------- | ---------------- | ----------------- | --------- | --------------- | ---------------------------------- | -------- |
| 1.  | 20. Juni 2008  | ’s-Hertogenbosch | WTA International | Rasen     | Līga Dekmeijere | Marina Eraković Michaëlla Krajicek | 3:6, 2:6 |
| 2.  | 9. Januar 2016 | Brisbane         | WTA Premier       | Hartplatz | Andrea Petković | Martina Hingis Sania Mirza         | 5:7, 1:6 |

## Karrierestatistik und Turnierbilanz

### Einzel
| Turnier                      | 2003              | 2004              | 2005              | 2006              | 2007              | 2008              | 2009              | 2010              | 2011              | 2012              | 2013              | 2014              | 2015              | 2016             | 2017              | 2018              | 2019              | 2020              | 2021              | 2022              | 2023              | 2024             | T / T       | S/N         | Sieg%       |
| ---------------------------- | ----------------- | ----------------- | ----------------- | ----------------- | ----------------- | ----------------- | ----------------- | ----------------- | ----------------- | ----------------- | ----------------- | ----------------- | ----------------- | ---------------- | ----------------- | ----------------- | ----------------- | ----------------- | ----------------- | ----------------- | ----------------- | ---------------- | ----------- | ----------- | ----------- |
| Australian Open              | –                 | –                 | –                 | –                 | Q1                | 2                 | 1                 | 3                 | 1                 | 3                 | AF                | AF                | 1                 | S                | AF                | HF                | AF                | AF                | 1                 | 1                 | –                 | 1                | 1 / 16      | 32:15       | 68 %        |
| French Open                  | –                 | –                 | –                 | –                 | 1                 | 1                 | Q2                | 2                 | 1                 | VF                | AF                | AF                | 3                 | 1                | 1                 | VF                | 1                 | 1                 | 1                 | 3                 | –                 | 1                | 0 / 16      | 19:16       | 54 %        |
| Wimbledon                    | –                 | –                 | –                 | –                 | 1                 | 1                 | Q2                | 3                 | 1                 | HF                | 2                 | VF                | 3                 | F                | AF                | S                 | 2                 | n. a.             | HF                | 3                 | –                 | 1                | 1 / 15      | 38:14       | 73 %        |
| US Open                      | –                 | –                 | –                 | –                 | 1                 | Q1                | 2                 | 1                 | HF                | AF                | AF                | 3                 | 3                 | S                | 1                 | 3                 | 1                 | AF                | AF                | –                 | –                 | –                | 1 / 14      | 31:13       | 70 %        |
| WTA Finals                   | –                 | –                 | –                 | –                 | –                 | –                 | –                 | –                 | –                 | RR                | RR                | –                 | RR                | F                | –                 | RR                | –                 | n. a.             | –                 | –                 | –                 | –                | 0 / 5       | 7:10        | 41 %        |
| Doha                         | andere Kategorie  | andere Kategorie  | andere Kategorie  | andere Kategorie  | andere Kategorie  | 1                 | n. a. bzw. a. K.  | n. a. bzw. a. K.  | n. a. bzw. a. K.  | 2                 | 2                 | F                 | a. K.             | 2                | a. K.             | VF                | a. K.             | –                 | a. K.             | 1                 | a. K.             | –                | 0 / 7       | 7:7         | 50 %        |
| Dubai                        | andere Kategorie  | andere Kategorie  | andere Kategorie  | andere Kategorie  | andere Kategorie  | andere Kategorie  | –                 | –                 | 1                 | andere Kategorie  | andere Kategorie  | andere Kategorie  | AF                | a. K.            | HF                | a. K.             | AF                | a. K.             | 1                 | a. K.             | –                 | –                | 0 / 5       | 5:5         | 50 %        |
| Indian Wells                 | –                 | –                 | –                 | –                 | –                 | 3                 | Q1                | –                 | 1                 | HF                | HF                | 2                 | 2                 | 2                | AF                | VF                | F                 | n. a.             | VF                | AF                | –                 | AF               | 0 / 13      | 26:13       | 67 %        |
| Miami                        | –                 | –                 | –                 | –                 | –                 | 2                 | –                 | Q2                | 2                 | 2                 | 3                 | VF                | 3                 | HF               | VF                | VF                | 3                 | n. a.             | 3                 | 2                 | –                 | 1                | 0 / 13      | 19:13       | 59 %        |
| Berlin                       | Q2                | Q1                | Q2                | –                 | –                 | 1                 | n. a. bzw. a. K.  | n. a. bzw. a. K.  | n. a. bzw. a. K.  | n. a. bzw. a. K.  | n. a. bzw. a. K.  | n. a. bzw. a. K.  | n. a. bzw. a. K.  | n. a. bzw. a. K. | n. a. bzw. a. K.  | n. a. bzw. a. K.  | n. a. bzw. a. K.  | n. a. bzw. a. K.  | n. a. bzw. a. K.  | n. a. bzw. a. K.  | n. a. bzw. a. K.  | n. a. bzw. a. K. | 0 / 1       | 0:1         | 0 %         |
| Madrid                       | n. a. bzw. a. K.  | n. a. bzw. a. K.  | n. a. bzw. a. K.  | n. a. bzw. a. K.  | n. a. bzw. a. K.  | n. a. bzw. a. K.  | –                 | –                 | –                 | AF                | VF                | 1                 | 1                 | 1                | AF                | –                 | 2                 | n. a.             | 2                 | –                 | –                 | –                | 0 / 8       | 9:7         | 56 %        |
| Rom                          | –                 | –                 | –                 | –                 | –                 | –                 | –                 | –                 | 1                 | HF                | –                 | 2                 | 2                 | 2                | 2                 | VF                | –                 | 1                 | AF                | 1                 | –                 | AF               | 0 / 11      | 13:11       | 54 %        |
| San Diego                    | a. K.             | –                 | –                 | –                 | 2                 | n. a. bzw. a. K.  | n. a. bzw. a. K.  | n. a. bzw. a. K.  | n. a. bzw. a. K.  | n. a. bzw. a. K.  | n. a. bzw. a. K.  | n. a. bzw. a. K.  | n. a. bzw. a. K.  | n. a. bzw. a. K. | n. a. bzw. a. K.  | n. a. bzw. a. K.  | n. a. bzw. a. K.  | n. a. bzw. a. K.  | n. a. bzw. a. K.  | n. a. bzw. a. K.  | n. a. bzw. a. K.  | n. a. bzw. a. K. | 0 / 1       | 1:1         | 50 %        |
| Kanada                       | –                 | –                 | –                 | –                 | Q1                | –                 | –                 | 1                 | –                 | AF                | 2                 | AF                | AF                | HF               | AF                | 2                 | 1                 | n. a.             | –                 | –                 | –                 | –                | 0 / 9       | 8:9         | 47 %        |
| Cincinnati                   | n. a. bzw. a. K.  | n. a. bzw. a. K.  | n. a. bzw. a. K.  | n. a. bzw. a. K.  | n. a. bzw. a. K.  | n. a. bzw. a. K.  | –                 | –                 | –                 | F                 | AF                | AF                | 1                 | F                | 2                 | AF                | 1                 | –                 | HF                | –                 | –                 | –                | 0 / 9       | 16:9        | 64 %        |
| Tokio                        | –                 | –                 | –                 | –                 | –                 | –                 | –                 | 1                 | 2                 | HF                | F                 | n. a. bzw. a. K.  | n. a. bzw. a. K.  | n. a. bzw. a. K. | n. a. bzw. a. K.  | n. a. bzw. a. K.  | n. a. bzw. a. K.  | n. a. bzw. a. K.  | n. a. bzw. a. K.  | n. a. bzw. a. K.  | n. a. bzw. a. K.  | n. a. bzw. a. K. | 0 / 4       | 7:4         | 64 %        |
| Peking                       | nicht ausgetragen | nicht ausgetragen | nicht ausgetragen | nicht ausgetragen | nicht ausgetragen | nicht ausgetragen | –                 | AF                | Q2                | VF                | VF                | AF                | VF                | AF               | 2                 | AF                | 2                 | nicht ausgetragen | nicht ausgetragen | nicht ausgetragen | –                 | –                | 0 / 9       | 16:9        | 64 %        |
| Wuhan                        | nicht ausgetragen | nicht ausgetragen | nicht ausgetragen | nicht ausgetragen | nicht ausgetragen | nicht ausgetragen | nicht ausgetragen | nicht ausgetragen | nicht ausgetragen | nicht ausgetragen | nicht ausgetragen | VF                | HF                | AF               | 1                 | AF                | 1                 | nicht ausgetragen | nicht ausgetragen | nicht ausgetragen | nicht ausgetragen | –                | 0 / 6       | 7:6         | 54 %        |
| Zürich                       | –                 | –                 | –                 | –                 | Q1                | n. a. bzw. a. K.  | n. a. bzw. a. K.  | n. a. bzw. a. K.  | n. a. bzw. a. K.  | n. a. bzw. a. K.  | n. a. bzw. a. K.  | n. a. bzw. a. K.  | n. a. bzw. a. K.  | n. a. bzw. a. K. | n. a. bzw. a. K.  | n. a. bzw. a. K.  | n. a. bzw. a. K.  | n. a. bzw. a. K.  | n. a. bzw. a. K.  | n. a. bzw. a. K.  | n. a. bzw. a. K.  | n. a. bzw. a. K. | 0 / 0       | 0:0         | –           |
| Olympische Spiele            | n. a.             | –                 | nicht ausgetragen | nicht ausgetragen | nicht ausgetragen | –                 | nicht ausgetragen | nicht ausgetragen | nicht ausgetragen | VF                | nicht ausgetragen | nicht ausgetragen | nicht ausgetragen | F                | nicht ausgetragen | nicht ausgetragen | nicht ausgetragen | nicht ausgetragen | –                 | n. a.             | n. a.             | VF               | 0 / 3       | 11:3        | 79 %        |
| Billie Jean King Cup         | –                 | –                 | –                 | –                 | PO                | PO                | –                 | –                 | –                 | PO                | PO                | F                 | HF                | PO               | PO                | HF                | –                 | RR                | RR                | PO                | –                 | –                | 0 / 11      | 14:15       | 48 %        |
| Statistik                    | Statistik         | Statistik         | Statistik         | Statistik         | Statistik         | Statistik         | Statistik         | Statistik         | Statistik         | Statistik         | Statistik         | Statistik         | Statistik         | Statistik        | Statistik         | Statistik         | Statistik         | Statistik         | Statistik         | Statistik         | Statistik         | Statistik        | S/N         | S/N         | Sieg%       |
| Turnierteilnahmen            | 6                 | 9                 | 14                | 13                | 32                | 29                | 23                | 21                | 22                | 22                | 23                | 23                | 26                | 23               | 23                | 19                | 20                | 6                 | 17                | 11                | 0                 | 12               | Gesamt: 394 | Gesamt: 394 | Gesamt: 394 |
| Erreichte Finals             | 0                 | 2                 | 1                 | 4                 | 7                 | 2                 | 1                 | 1                 | 1                 | 4                 | 3                 | 4                 | 5                 | 8                | 1                 | 2                 | 2                 | 0                 | 1                 | 1                 | 0                 | 0                | Gesamt: 50  | Gesamt: 50  | Gesamt: 50  |
| Gewonnene Titel              | 0                 | 1                 | 0                 | 3                 | 4                 | 2                 | 1                 | 0                 | 0                 | 2                 | 1                 | 0                 | 4                 | 3                | 0                 | 2                 | 0                 | 0                 | 1                 | 1                 | 0                 | 0                | Gesamt: 25  | Gesamt: 25  | Gesamt: 25  |
| Hartplatz-Siege/-Niederlagen | 0:0               | 4:3               | 12:8              | 24:7              | 36:18             | 26:15             | 20:13             | 15:10             | 25:15             | 35:14             | 34:17             | 34:17             | 29:18             | 45:12            | 21:17             | 28:12             | 19:14             | 7:4               | 15:10             | 2:4               | 0:0               | 3:4              | 434:232     | 434:232     | 65 %        |
| Sand-Siege/-Niederlagen      | 9:5               | 5:3               | 8:5               | 3:1               | 7:4               | 2:7               | 7:7               | 10:8              | 2:7               | 13:5              | 9:4               | 5:5               | 17:3              | 10:4             | 3:5               | 8:5               | 2:2               | 0:2               | 4:4               | 7:5               | 0:0               | 6:4              | 137:95      | 137:95      | 59 %        |
| Rasen-Siege/-Niederlagen     | 0:0               | 0:0               | 0:0               | 0:0               | 4:3               | 4:3               | 1:1               | 4:3               | 0:1               | 12:3              | 2:2               | 8:2               | 7:1               | 8:2              | 5:2               | 10:2              | 7:3               | 0:0               | 11:2              | 4:2               | 0:0               | 0:3              | 87:35       | 87:35       | 71 %        |
| Teppich-Siege/-Niederlagen   | 3:1               | 14:2              | 0:1               | 8:2               | 0:4               | 3:1               | 0:1               | 0:0               | 0:0               | 0:0               | 0:0               | 0:0               | 0:0               | 0:0              | 0:0               | 0:0               | 0:0               | 0:0               | 0:0               | 0:0               | 0:0               | 0:0              | 28:12       | 28:12       | 70 %        |
| Gesamt-Siege/-Niederlagen    | 12:6              | 23:8              | 20:14             | 35:10             | 47:29             | 35:26             | 28:22             | 29:21             | 27:23             | 60:22             | 45:23             | 47:24             | 53:22             | 63:18            | 29:24             | 46:19             | 28:19             | 7:6               | 30:16             | 13:11             | 0:0               | 9:11             | 686:374     | 686:374     | 65 %        |
| Sieg%                        | 67 %              | 74 %              | 59 %              | 78 %              | 62 %              | 57 %              | 56 %              | 58 %              | 54 %              | 73 %              | 66 %              | 66 %              | 71 %              | 78 %             | 55 %              | 71 %              | 60 %              | 54 %              | 65 %              | 54 %              | –                 | 45 %             | Gesamt:     | Gesamt:     | 65 %        |
| Jahresendposition            | 433               | 375               | 261               | 214               | 84                | 108               | 106               | 47                | 32                | 5                 | 9                 | 10                | 9                 | 1                | 21                | 2                 | 20                | 25                | 16                | 103               | –                 | –                | N/A         | N/A         | N/A         |

Zeichenerklärung: S = Turniersieg; F, HF, VF, AF = Einzug ins Finale / Halbfinale / Viertelfinale / Achtelfinale; 1, 2, 3 = Ausscheiden in der 1. / 2. / 3. Hauptrunde; RR = Round Robin (Gruppenphase); n. a. = nicht ausgetragen; a. K. = andere Kategorie; PO (Play-off) = Auf- und Abstiegsrunde im Fed Cup; K1, K2, K3 = Teilnahme in der Kontinentalgruppe I, II, III im Fed Cup.
Anmerkung: Diese Statistik berücksichtigt alle Ergebnisse im Einzel bei ITF- und WTA-Turnieren. Als Quelle dient die ITF-Seite der Spielerin. Dargestellt sind nur WTA-Turniere der Kategorie Tier I (bis 2008), die WTA-Turniere der Kategorien Premier Mandatory und Premier 5 (2009–2020) bzw. die WTA-Turniere der Kategorie 1000 (seit 2021).

### Doppel
| Turnier         | 2007 | 2008 | 2009 | 2010 | 2011 | 2012 | 2013 | Bilanz | Karriere |
| --------------- | ---- | ---- | ---- | ---- | ---- | ---- | ---- | ------ | -------- |
| Australian Open | —    | 1    | —    | —    | 1    | 1    | —    | 0:3    | 1        |
| French Open     | —    | —    | —    | 1    | 1    | 2    | 1    | 1:4    | 2        |
| Wimbledon       | —    | —    | —    | 1    | AF   | 1    | —    | 2:3    | AF       |
| US Open         | 1    | —    | —    | 1    | —    | AF   | —    | 2:3    | AF       |

## Auszeichnungen
- Sportlerin des Jahres – 2012: 2. Platz
- Sportlerin des Jahres in Schleswig-Holstein – 2012, 2013, 2016[48][49]
- Silbernes Lorbeerblatt – 2016[27]
- Bambi – 2016 (in der Kategorie Sport)
- WTA Player of the Year – 2016[50]
- ITF-World Champion – 2016[51]
- Sportlerin des Jahres – 2016, 2018
- Goldene Henne – 2018 (in der Kategorie Publikumspreis Sport)

## Veröffentlichungen
- Eine Frage des Willens. Mein Weg nach oben. Edel Sports, Hamburg 2022, ISBN 978-3-9858805-7-7